# Жизненная форма
Жизненная форма (Жизненные формы организмов; англ. Lifeform) — их облик, характеризующий приспособленность к условиям существования. Жизненные формы у животных — представители одного или разных видов, с аналогичными эколого-морфологическими приспособлениями для существования в одинаковой среде.

## История
В 1806 году А. Гумбольдт предложил термин «основные формы растений», затем термин «жизненная форма» получил и более широкое распространение.

## Описание
Жизненная форма организма — это совокупность морфологических, анатомических, физиологических и поведенческих особенностей организмов, которые определяют его приспособленность к определённым условиям внешней среды обитания. Это понятие отражает, как организм взаимодействует с окружающей средой и как он адаптирован к выполнению своих жизненных функций (питание, размножение, защита и т. д.).
Жизненная форма помогает организмам выживать в конкретных условиях, например, деревья приспособлены к жизни в лесах, а водные и водоплавающие — к жизни в воде. Это понятие широко используется в экологии и биологии для классификации организмов по их адаптациям.
Жизненная форма формируется в ходе эволюции в зависимости от:
- Среды обитания (водная, наземная, воздушная, почвенная, горная и прочие).
- Способа питания (автотрофы, гетеротрофы, паразиты и т. д.).
- Способа передвижения (плавание, полёт, ходьба, ползание).
- Морфологии (например, наличие морфологических адаптаций корней, стеблей, листьев у растений или конечностей, крыльев у животных).

## Примеры жизненных форм
У растений (Жизненная форма растений): деревья, кустарники, травы, лианы, и прочие.
У животных (Жизненная форма животных): плавающие, летающие, норные и прочие.
У грибов:[уточнить]
У микроорганизмов:[уточнить]